# 藤原伊経
藤原 伊経（ふじわら の これつね/いけい）は、平安時代末期から鎌倉時代初期にかけての公家・能書家・歌人。藤原北家世尊寺家、宮内少輔・藤原伊行の子で建礼門院右京大夫の兄。官位は正四位下・太皇太后宮亮。世尊寺家7代。

## 経歴
能書家・歌人として知られ、中務少輔・宮内少輔・太皇太后宮亮などを歴任し、元久4年（1204年）に正四位下に叙された。藤原教長からの口伝を筆記して書論書『才葉抄』を著し、『千載和歌集』奏覧本（天皇に献上する勅撰和歌集の完成本）の外題を記すなど、世尊寺流の大家として知られていたが、官位の昇進は振るわず、経済的には苦しかったとみられている。『千載和歌集』『新勅撰和歌集』に1首ずつ和歌作品が採録されている。
藤原兼実は元暦元年（1184年）に上表文の清書を伊経に依頼したものの、伊経は清書の際に着用する正装を用意出来ずに仮病と称してこれを辞退、代役であった藤原頼輔の清書が良くなかったために兼実が失望したという逸話が残されている。なお後に兼実が摂政を辞任した際の上表文の清書は伊経が担当している。

## 系譜
- 父：藤原伊行
- 母：不詳
- 妻：増宗の娘
  - 男子：藤原行能（1179-1255）
- 生母不詳の子女
  - 男子：経円
  - 男子：禎快
  - 男子：覚深
  - 男子：藤原能経
  - 女子：藤原伊子（藤原基房妾）